# بيرت ماكسويل
بيرت ماكسويل (بالإنجليزية: Bert Maxwell)‏ هو لاعب كرة قاعدة أمريكي، ولد في 17 أكتوبر 1886 في تيكساركانا في الولايات المتحدة، وتوفي في 10 ديسمبر 1961 في برادي في الولايات المتحدة.

## وصلات خارجية
- بيرت ماكسويل على موقعبيزبول رفرنس.كوم (الدوري الرئيسي) (الإنجليزية)
- بيرت ماكسويل على موقعبيزبول رفرنس.كوم (الدوري الثانوي) (الإنجليزية)